# 몽골 제국
대몽골국(大蒙古國, 중세 몽골어: ᠶᠡᠬᠡ
ᠮᠣᠩᠭᠣᠯ
ᠤᠯᠤᠰ 예케 몽골 울루스, 몽골어: Их Монгол улс 이흐 몽골 올스), 통칭 몽골 제국(중국어: 蒙古帝國, 영어: Mongol Empire)은 13~14세기 사이에 존속한 유목 제국이자 역사상 가장 큰 육상 제국이었다. 오늘날의 몽골 초원 일대에서 발흥한 몽골 제국은 남북으로 베트남~북인도 일부에서부터 동유럽을 넘어 북극 일부까지, 동서로는 동해에서부터 중앙아시아를 거쳐 레반트와 카르파티아 산맥까지의 영역을 아울렀다.
몽골 제국은 1206년 스스로를 모든 몽골의 통치자로 선포한 칭기즈 칸(1162~1227, 본명 테무진)의 지휘 아래 몽골 지역의 여러 몽골계 유목부족들이 통일되면서 형성되었다. 이후 제국은 칭기즈 칸과 그의 후손들의 통치 아래 급격하게 성장하여 사방으로 원정대를 파견했다. 광활한 대륙 횡단 제국은 동양과 서양을 연결하고 태평양권과 지중해권의 교류로 상호 간에 문화·기술·상품·종교 등이 교환될 수 있도록 이끌었다.
칭기즈 칸 사후, 몽골 제국은 주치 카사르(1164?-1219?) 이하 동생들이 분봉받은 흥안령 지역, 장남 주치가 분봉받은 이르티시강 너머의 지역(킵차크 초원), 차가타이가 분봉받은 타림 분지와 주변 추강 유역(카라 키타이 고지), 그리고 우구데이가 분봉받은 알타이 산맥과 우룽구강 일대(나이만 고지), 막내아들인 톨루이가 분봉받은 몽골리아 지역으로 나뉘어졌다. 그뒤 황족들 사이에 칸위 계승을 둘러싸고 내분이 일어나면서 몽골 제국은 점차 분열되기 시작했다. 칭기즈 칸의 손자들은 오고타이 가문과 툴루이 가문, 차가타이 가문, 주치 가문 사이에서 어느 편을 따라야 하는지에 대해 의의를 제기했다. 툴루이 가문은 오고타이와 차가타이 파벌을 유혈 숙청한 이후 최종적으로 내전에서 승리했지만, 이번에는 톨루이의 후손들 사이에서 분쟁이 일어났다. 그 주요 요인은 몽골 제국이 정주민적인 농경 생활 방식을 받아들일지, 아니면 유목민적인 스텝 생활 방식을 고수할지에 대한 것이었다.
뭉케 칸이 1259년 사망한 이후, 톨루이 가문의 아리크부카와 쿠빌라이 형제는 서로 칸위를 차지하기 위해 내전을 벌였다. 내전에서 승리한 것은 쿠빌라이였지만, 그 사이에 차가타이 가문과 오고타이 가문은 칸의 영향권에서 이탈한 채 독자적으로 행동하고 있었고 쿠빌라이는 이들에게 다시금 영향력을 행사하고자 전쟁을 계속했다. 1294년 쿠빌라이가 사망할 무렵 몽골 제국은 북서부의 킵차크 칸국(금장 한국), 중앙아시아의 차가타이 칸국, 페르시아의 일 칸국, 중국 본토의 원나라 등 4개의 칸국으로 나뉘어졌다.  1304년, 올제이투 테무르의 재위 기간 동안 서부의 세 칸국은 원나라 본국의 우위를 인정했다.
몽골 제국의 후계국 가운데 가장 먼저 몰락한 국가는 1335~1353년 해체된 일 칸국이었다. 이후 원나라가 1354~1368년 사이에 티베트 고원과 중국에 대한 통제권을 상실했으며, 그 수도인 대도가 주원장이 건국한 명나라 군대에게 함락당하면서 멸망했다. 이후 원나라의 칭기즈조 통치자들은 북쪽의 몽골 고원으로 피신하여 계속 국가의 명맥을 이어갔는데, 이들을 가리켜 북원이라고도 하며, 1630년대 청나라에게 정복되기 전까지 계속 존속하였다. 한편 가장 서쪽의 킵차크 칸국은 15세기 말이 되면 서로 경쟁하는 군소국가들로 나뉘어졌고 동유럽에 대한 몽골의 통치도 이때쯤 되면 전반적으로 붕괴되었다. 차가타이 칸국은 1687년까지 다양한 형태로 겨우겨우 살아남았지만 이들도 결국에는 멸망했다.

## 국호
念我單于國千載百世以來未之有也。
내 생각에는 우리 선우국이 그간의 1,000년, 아니 3,000년 동안 이와 같은 땅을 가진 적이 없다고 생각되는구려.— 칭기즈 칸, 1219년 5월 1일, 호라즘 원정 중 구처기를 초청하며 보낸 조서 中

몽골인들이 자신들이 세운 나라를 몽골어로 ‘예케 몽골 울루스’ 즉 ‘대몽골국’라고 불렀다는 것은 널리 알려진 사실이다. 이러한 국호를 언제 공식적으로 선포했는지에 대한 명시적인 기록은 찾지 못했다. 이같은 표현을 처음으로 기록한 공식 문서는 1246년 11월에 작성해 수도사 카르피니가 받아서 교황 인노첸시오 4세에게 전달한 귀위크 칸 서한에 찍은 인장이다. 위구르 문자로 새긴 이 인장에는
- 영원한 하늘의 힘에 기대어 (지상의) 모든 위대한 울루스(를 지배하는) 사해의 군주의 칙령.
이것은 대(大)파파(Papa-i kalan; 교황)에게 보내는 명령이다. 알고 깨달을지어다.
짐은 협의한 연후에 캐랠(Karal; 왕)들의 지방에 복속의 요청을 보냈노라. 만약 짐의 말이 도달하거든 교황인 그대는 왕들과 함께, 그대 스스로 짐의 어전에 와야 할 것이다. 그때에 야사(yasa; 법령)의 모든 명을 그대에게 들려줄 것이다.
또 한 가지.
그대는 내가 세례를 받으면 좋겠다고 하면서 너희들 자신을 알리고 요청을 보냈다. 이러한 그대의 요청을 짐은 이해하지 못하겠노라.
또 한 가지.
그대는 전갈을 내게 보내기를 "(당신은) 마자르(Majar)와 키리스탄(Kiristan)의 모든 땅을 정복하였는데, 영문을 알지 못하겠다. 그들의 죄가 무엇이었는지 말해 달라."라고 했다. 이 또한 짐은 이해하지 못하겠노라. 칭기스 칸과 카안(Qu'an; 우구데이 칸)은 두 지방에 온 세상이 복종해야 한다는 영원한 주의 부름(farman-i khuda; 신, 하느님)을 듣도록 전달하였다. (그러나) 부름을 그들은 듣지 않았다.
그들은 자만심을 품고 복종하지 않으면서 우리의 전령과 일치(Ilchi; 사신)를 죽였다. (그래서) 영원한 주께서는 그 자신의 뜻으로 지방과 주민을 절멸시켰다. 주의 명이 아니라면, 어느 누가 자신의 힘만으로 (적을) 죽이고 정복할 수 있다는 말인가.
마찬가지로 그대가 말하기를 "나는 기독교도(tarsa)이다. 주를 숭배하고 눈물을 흘린다."라고 한다면, 주께서 진실로 누구를 징계하고 누구에게 은총을 내리실지, 그대가 말하는 것을 (그 뜻대로 되리라고) 그대가 어찌 아느냐? 주의 힘이, 해가 뜨는 곳에서부터 그것이 지는 곳까지 모든 지방들을 짐에게 복종케 하였노라. 짐이 생각건대 주의 명령이 아니라면 누가 어떻게 그것을 할 수 있겠는가.
그러니 이제 그대는 진실된 마음으로 이렇게 말해야 한다. "복속(il)하겠습니다. 힘을 다 바치겠습니다." 그리고, 그대 스스로 왕들을 인솔하여 함께 경의를 표하고 짐을 섬기러 어전으로 오도록 하라. 그대의 복속은 그때 짐이 알리라. 만약 주의 명을 듣지 않고 짐의 명령을 어긴다면, 짐은 너희를 반역자(yaghi; 원수)로 알 것이고 또한 (그러하다는 것을) 너희들에게도 알려주리라.

만약 (너희들이 이 명령을) 어긴다면 무슨 일이 일어날지 짐이 어찌 알겠는가? 오직 주께서만 안다.— 귀위크 칸이 교황 인노첸시오 4세에 보낸 친서

이라는 구절이 있다. 그렇지만 김호동은 '예케 몽골 울루스'라는 표현을 꼭 ‘국호’로 봐야 하는지 단언하기 어렵다고 지적한다. 그 까닭은 ‘울루스’라는 말이 일차적으로는 ‘부민(部民), 백성’을 뜻하므로, ‘예케 몽골 울루스’를 공식 용어인 국호가 아니라 그냥 그 뜻에 따라 ‘큰 몽골 백성’이라고 번역할 수 있다. 이러한 추정은 구육이 보낸 서한의 첫머리에 그것과 상응하는 구절이 투르크어로 “모든 큰 백성(kür ulugh ulus)”이라고만 하고 ‘몽골’이라는 표현 자체가 빠져 있다는 점, 또한 그보다 약 20년 앞서 칭기즈 칸 생전에 제작한 것으로 추정하는 소위 ‘칭기즈 석(石)’에도 몽골어로 “모든 몽골 백성(몽골어: ᠬᠠᠮᠤᠭ
ᠮᠣᠩᠭᠣᠯ
ᠦᠯᠦᠰ Qamuɣ Mongɣol Ulus)”라는 표현이 보인다는 점을 생각하면 더욱 개연성이 있다.
과거 유라시아 초원 유목민들도 그러했지만 몽골인들 역시, 중국이나 다른 정주국가들의 경우와는 달리 국호나 연호를 정하여 선포한다는 개념에는 매우 익숙하지 읺았다. 몽골 군주들은 그저 자신을 모든 몽골 백성들의 통치자라는 의미에서 ‘모든 몽골 백성’ 혹은 ‘큰 몽골 백성’의 군주라고 불렀다. 이것이 후일 점차 관용화하여 일종의 국호처럼 사용했을 가능성도 충분하다. 예케 몽골 울루스’가 처음부터 공식적 국호로 사용한 것은 아니었을 가능성이 높다. 그러나 시간이 흐르면서 이 표현은 점차 국호처럼 사용되었다. 《경세대전(經世大典)》｢서록·제호｣에는 “쿠빌라이 칸이 처음으로 대몽고(大蒙古)라는 칭호를 바꾸어 대원(大元)이라고 하였다” (世祖皇帝初易大蒙古之號而爲大元也)라는 구절이 그러한 사례이다. 샤오치칭(蕭啓慶)은 전폐(錢弊)·비문·사적(史籍)에 나타난 용례들을 검토한 결과, ‘대원’이라는 국호가 반포되기 전에는 ‘대조(大朝)’와 ‘대몽고국(大蒙古國)’이라는 두 가지 한자 국호가 사용되었으며, 이 가운데에서도 특히 전자의 사용빈도가 훨씬 높았는데, 이 두 가지 명칭이 모두 ‘대원’에 의해서 대체됨으로써 사용중지된 것이라는 학설을 제시했다. 이렇게 볼 때 《경세대전》의 ‘대몽고’가 ‘대몽고국’은 역시 ‘예케 몽골 울루스’의 번역임에 의심의 여지가 없다. 따라서 쿠빌라이 이전에는 ‘예케 몽골 울루스’가 그 한역어인 '대몽고'와 함께 하나의 고정된 국호로 사용되었음을 알 수 있다.
그러나 쿠빌라이 칸에 의해 '예케 몽골 울루스'라는 국호는 더 이상 중지된 것이 아니라 '대원'이라는 국호와 일체화되었다. 1335년에 한문과 그것을 번역한 몽골문으로 작성된 《장씨선영비(張氏先塋碑)》에서 한문 '황원(皇元)'은 몽골문 '예케 몽골 울루스'로 번역되어 있고, 1346년에 작성된 《칙건흥원각비(勅建興元閣碑)》에서 '아원(我元)'이라는 한문 구절이 '예케 몽골 울루스'로 번역돼 있다. 나아가 1338년에 작성된 《달로화적죽온태비(達魯花赤竹溫台碑)》에는 '대원'이 '대원이라 칭하는 예케 몽골 울루스'(몽골어: ᠳᠠᠢ
ᠦᠨ
ᠺᠡᠮᠡᠺᠦ
ᠶᠡᠬᠡ
ᠮᠣᠩᠭᠣᠯ
ᠦᠯᠦᠰ Dai Ön qemeqü Yeqe Mongɣol Ulus)로 번역되어 있으며, 1362년에 세워진 《추봉서녕왕흔도비(追封西寧王忻都碑)》에는 '대원 예케 몽골 울루스'(몽골어: ᠳᠠᠢ
ᠦᠨ
ᠶᠡᠬᠡ
ᠮᠣᠩᠭᠣᠯ
ᠦᠯᠦᠰ Dai Ön Yeqe Mongɣul Ulus)로 나타나 있다. 이들 비문은 모두 몽골식 국호인 '예케 몽골 울루스'가 몽골의 중국지배가 종지부를 찍을 때까지 사용되었음을 입증해 준다.
몽골제국의 정식 국호인 예케 몽골 울루스라는 국호를 언제 공식적으로 선포했는지에 대한 명시적인 기록은 찾아볼 수 없으며, '예케 몽골 울루스’가 처음부터 고정된 국호로 사용된 것은 아니었을 가능성이 높다고 지적된다. 그러나 시간이 흐르면서 이 표현은 점차 국호처럼 사용되어 갔다. 1271년 이전에는 ‘대조(大朝)’와 ‘대몽고국(大蒙古國)’이라는 두 가지 한자 국호가 주로 사용되었다. 1271년 쿠빌라이 카안이 《건국호조》를 반포함으로써 한자 국호는 '대원(大元)'으로 확립되었다.

## 역사

### 칭기즈 칸

1279년 몽골 제국의 최대 강역

1206년 카마그 몽골을 다스리던 보르지긴 씨족의 수장인 테무친이 몽골 지역의 동부를 흐르는 아무르강의 지류인 오논 강에서 개최된 쿠릴타이 회의에서 칭기즈 칸으로 추대되면서 몽골 제국이 시작되었다.
제국 건국 이전 몽골에는 이란과 아랍의 화약 등 선진 무기들이 몽골의 민족들에게 퍼지기 시작했고 과학과 의학 등이 전해져 왔다. 이 칭기즈 칸은 바이칼호의 남쪽과 동남쪽의 초원 지대에서 패권을 다투던 여러 부족장 중의 한 군인에 불과했으나 몽골 제국의 건국과 함께 그의 권위는 더 이상 흔들리지 않게 되었다.
1219년부터는 호라즘 왕조를 정복하고, 캅카스를 정복해 남러시아의 스텝 지대를 정복했으며 1225년 귀환했다. 아시아 내륙 지방을 중심으로 몽골 제국의 영토를 현저히 확대시킨 칭기즈 칸은 다시 서하 제국을 정벌하던 중 1227년 진 중에서 전사했다. 그 이후 손자 쿠빌라이 칸은 중국을 정복하였다. 칭기즈 칸 사후 당시 몽골 제국의 영향력은 서쪽으로는 카스피해에서 동쪽으로는 동중국해에 이르렀으며, 남쪽으로는 파미르·티베트 고원을 중심으로 하는 중국 중앙 평원에 접해 있었다. 또한 제국은 다양하고 이질적인 민족과 문화를 포함하고 있었다.

### 툴루이의 섭정
칭기즈 칸이 서하 제국과 전쟁 하던 중 전사한 후 넷째 아들 툴루이 칸을 임시 칸으로 추대했다. 몽골의 귀족, 왕공족들은 툴루이가 차기 대칸이 되기를 희망했으나 툴루이는 자신의 형인 오고타이에게 황제직을 양보하였다.
1229년의 쿠릴타이에서 정식으로 오고타이가 다음 대칸으로 추대되었다.

### 오고타이 칸
2대 황제 오고타이 칸은 금나라의 잔존 기병대, 보병대와 대규모의 전쟁을 재개하여 금을 멸망시켰다. 그리고 1236년에는 서방을 향한 새로운 정복 전쟁을 시작했다. 그것은 키예프 루스와 중앙 유럽의 점령을 위한 시도였는데, 볼가 불가르인들의 제국은 1~2년 만에 멸망했으며, 그 승리는 키예프 루스의 본토로 향하는 길을 연 셈이었다. 그 무렵 여러 소공국으로 분열되어 있던 키예프 루스는 몽골의 침입으로 붕괴하였다.
발트해까지 진격했던 몽골군이 겨울 추위로 인해 진격을 멈춤에 따라 노브고로드 공화국의 수도였던 노브고로드를 비롯한 루스인들의 일부 도시는 파괴를 면할 수 있었다. 이후 몽골군은 더 나아가 폴란드 왕국의 일부를 정벌했으며 전위 부대는 슐레지엔 지방에까지 손을 뻗쳤다. 독일과 폴란드 왕국의 기사 연합군은 슐레지엔의 헨리크 2세 공의 지휘 아래 레그니차 근처 발슈타트에서 수부타이의 몽골군에게 1242년 4월 9일 궤멸에 가까운 엄청난 타격을 입었다. 몽골군은 독일 동부를 침입하는 대신 남쪽으로 방향을 바꾸어 헝가리에서 작전 중인 부대에 합류했고, 1241년 4월 헝가리군을 사조 강 유역에서 완파한 몽골군은 헝가리 왕국에서의 몽골 점령의 기초를 구축했다. 이로써 헝가리는 국토가 황폐화되었다.
한편 그에 앞서 몽골군은 이란·조지아·아르메니아에서 장기간에 걸친 작전을 계속하고 있었다. 유럽과 서아시아에서의 몽골의 진격은 1241년 12월 오고타이 칸의 죽음으로 중지되었다.

### 귀위크 칸
오고타이 칸의 전사 후, 새로운 칸의 선출은 몽골군 군사령관들이 모여서 전쟁과 황제 선출에 관해서 회의를 하는 군사회의인 쿠릴타이에서 의견 일치를 얻기 어려웠다. 당분간 섭정을 하던 오고타이 칸의 제자 귀위크 칸가 칸위에 오르기를 희망했으나, 칭기즈 칸의 장손으로서 자신이 적임자라고 자부하고 있던 바투의 격렬한 반대에 부딪혔다. 바투는 오고타이 칸 생전의 서방 원정에 귀위크와 동행하였으나, 귀위크는 바투를 모욕했고, 양자간의 갈등의 원인이 된다.
오고타이는 후계자로 손자 시레문을 지명했지만, 퇴레게네 카툰은 자신의 아들 귀위크를 추대하려 했고, 바투는 쿠릴타이를 반대하거나 불참하였다. 5년간의 궐위 상태에서 결국 1246년 귀위크는 칸위에 오르는 데 성공했으나, 병약한 귀위크는 3년 만에 킵차크 한국 바투를 정벌하러 군사를 일으켰다가 원정길에서 전사하고, 다시 군사 회의인 쿠릴타이가 계속되었다.

### 몽케 칸 전쟁
이처럼 칸위의 공백기가 계속된 것은 오고타이 칸 일가와 툴루이 일가와의 대립이 치열했기 때문이었다. 오굴 카미시 카툰은 오고타이 카안의 유지를 내세워 시레문을 추대하려 했으나, 툴루이 일가 측에서는 오고타이 카안의 유언을 어기고 구유크 칸을 추대한 것이 누구냐며 반발하였다. 결국 두 군대는 내전을 치렀고 여기서 툴루이 측이 승리하면서, 툴루이의 큰아들 몽케가 제4대 칸이 되었다. 몽케는 오고타이계 왕족과 이를 지지하던 차가타이계 왕족 및 오고타이 일가의 측근들을 숙청, 처형하였다. 그 후 몽골 제국에서 원나라에 이르기까지 칸위는 툴루이 자손에 의해 독점되었다.
몽케는 이미 서정에 참여하여 명성을 얻었고 전장에서도 공적을 쌓았다. 몽케는 1252년 훌라구로 하여금 아바스 왕조를 멸하게 하고 이라크·이란 방면을 영토에 편입시켰으며, 쿠빌라이 등을 시켜 남송을 정벌하게 했다. 그러나 쿠빌라이의 중국화를 의심하여 1257년 친히 남송 정벌을 노렸으나 1259년에 쓰촨 성 근처에서 병으로 죽었다.

### 제위 계승 내전
1259년 8월 몽케 칸이 남송 정벌 도중 전사했다.
카라코룸에 있던 몽케 칸의 넷째 동생 아리크부카는 감국을 하다가 1260년 3월 쿠릴타이를 개최하고 칸이 되었다. 아리크부카는 자신이 정당한 후계자임을 내세웠다. 몽케 칸의 전사 소식을 측근들을 통해 들은 둘째 동생인 쿠빌라이 칸은 회군, 1260년 5월 대도(현재의 베이징)에서 쿠릴타이를 개최하고 칸이 되었다.
쿠빌라이는 군사를 이끌고 몽골고원으로 가 아리크부카와 싸웠다. 초기에는 아리크부카에게 유리하였으나 보급로가 끊기고, 지지하던 차가타이 한국의 배신으로 패배, 4년 만인 1264년 8월 쿠빌라이에게 항복한다.

### 쿠빌라이 칸
1266년 내전에서 쿠빌라이가 승리하였다.
그는 수도를 카라코룸에서 대도(현재의 베이징)로 옮기고 1271년 국호를 원으로 개칭하였으며 1268년부터 대대적인 남송 정벌을 시작했고 1279년 애산전투에서 비로소 남송을 정벌하여 역사상 최초로 중국 전체를 정복하는 이민족 국가가 되었다.
한편 고려를 부마국(駙馬國)으로 삼았으며, 1274년과 1281년에는 충렬왕에게 강제로 출정 요구하여 일본원정에 나섰지만 태풍으로 실패했고 그 밖에 1288년 대월 원정, 1292년 참파 원정 등 수많은 정복 전쟁을 감행하였다.

### 제국의 내분과 대원
몽케 칸이 전쟁터에서 죽자, 제국의 수도 카라코룸에서 몽케 칸의 부재 중 대리로 일을 맡고 있던 막내 동생인 아리크부카는, 그의 군인과 오고타이계 제왕의 지지를 얻어 황제에 오르려고 시도하였다. 이에 쿠빌라이는 남송과 일시적인 화평조치를 취하고 급히 귀환하여, 그의 심복들로 구성된 쿠릴타이의 추대를 받아 상도에서 제5대 카안에 올랐다. 그 후 아리크부카의 군사 반란을 진압하고 1271년 국호를 대원(大元, 몽골어: ᠳᠠᠢ
ᠦᠨ Dai Ön)으로 개칭하였다.
한편, 쿠빌라이 칸에게 불만을 품은 카이두의 군대는 오고타이 카안의 후계자인 카이두를 칸으로 추대하여 쿠빌라이 칸과 군사 대립함으로써 이때부터 30년에 걸친 내전이 시작되었다. 내전을 계기로 킵차크 칸국과 차가타이 칸국은 카이두의 군대편에 서고, 일 칸국은 쿠빌라이 칸의 군대 측에 가담함으로써 전세계를 지배하던 대 몽골 제국은 분열의 위기를 맞게된다.
특히 카이두가 사망(1301년)하고 차파르의 투항과 귀순(1308년)으로 오고타이 칸국이 원나라 안으로 이동한 14세기 초가 되면, 몽골제국은 4개의 대형 울루스가 정립하게 되었다. 그것은 곧 유라시아 동부의 원나라, 중앙아시아의 차가타이 칸국, 킵차크 초원을 중심으로 하는 킵차크 칸국, 그리고 서아시아의 일 칸국이었다. 그러나 이들 4개 울루스를 제외한 다른 울루스들이 모두 사라진 것은 아니었다. 이들 4개 울루스 내부에는 여전히 여러 개의 소형 울루스들이 존재하고 있었다.

### 팍스 몽골리카
대형 울루스에서는 자기들 나름대로 '칸'을 추대했고, 카간은 특별한 사유가 없다면 그를 추인하였다. 그러나 여전히 울루스들 사이에는 상당한 정도의 '연대성'이 존재했고, 그것을 지속시키는 장치들이 작동하고 있었다. 카간은 여전히 한 사람에 불과했고 여러 칸국의 칸들은 비록 명목상일지라도 그의 정치적 우위를 인정하였다. 그래서 새로운 카간이 즉위하면 그는 제국의 여러 울루스에 사신들을 파견하여 그 사실을 알렸고, 칸국의 칸들도 즉위하면 카간에게 사신을 보냈다. 뿐만 아니라 카간은 중국에서 거두어지는 재정수입의 일부를 여전히 칸들에게 보내주었고, 칸들 역시 각 칸국에서 거두어지는 수입의 일부를 카간에게 보냈다.
이러한 느슨한 칸국들의 연맹으로서 제국적 연대감과 일체성을 상당 부분 보존은 칸국들 사이에 활발하고 빈번한 정치, 경제, 문화적 교류를 가능케 했고, 그리하여 '팍스 몽골리카(Pax Mongolica)'를 탄생시켰다.
'팍스 몽골리카' 시대에 인간과 물자의 광역적인 교류를 가능하게 했던 가장 중요한 기반은 단연 '역참(驛站)' 제도였다. 오늘날 역(驛)을 뜻하는 중국어 단어 '참(站)'의 기원이 된 몽골어 '잠(jam)'은 본래 초원을 지나다가 잠시 쉬어갈 수 있는 숙소 시설을 지칭했는데, 이것이 제국의 교통 네트워크로 채택되어 체계적인 모습을 갖추게 된 것은 오고타이 칸 때부터였다. 그는 카라코룸을 수도로 정하고 서쪽의 차가타이 칸국ㆍ킵차크 칸국과 연락을 하기 위해 역참제를 실시했다. 또한 몽골 초원과 북중국 사이에는 '나린(narin; 秘道)', '모린(morin; 馬道)', '테르겐(tergen; 車道)'이라는 세 역로를 설치하였다. 이후 제국의 영역이 점점 확대됨에 따라 역참망도 유라시아 대륙의 주요 부분을 연결하는 교통망으로 발전하여, 고려나 러시아와 같은 속국에도 역참이 설치되기에 이르렀다.
실제로 쿠빌라이 칸의 시대가 되면 원나라 내부에만 1,400여 개의 역참이 설치되었고, 이들 역참을 관리하는 참호(站戶) 또한 35~70만 호 정도가 배정되고 있었다. 참호에 배정된 이들은 마필ㆍ선박ㆍ수레 등의 교통수단과 사신들이 머무는 숙소를 책임졌으며, 식량과 사료를 항시 준비해두어야만 했다. 또한 역참을 사용하는 이들에게도 규정이 있어서, 역참 사용자는 신분을 증명하는 '패자(牌子; paiza)'와 '포마차찰(鋪馬差札; belge)'이라는 문건을 소지하도록 정해져 있었다. 일반 사무와는 별도로 군사적인 긴급 사무를 신속하게 수행하기 위해 '급체포(急遞鋪; paykan)'라는 제도를 마련해두기도 했다. 당시 몽골인들이 운영했던 이러한 역참 제도에 대해서는 유명한 마르코 폴로 또한 《동방견문록》에서 경탄어린 어조로 상세하게 묘사한 바 있다.
몽골 제국 시대에 마련된 이와 같은 역참 네트워크는 유라시아를 관통하는 내륙 교통의 활성화에 크게 기여했으며, 중앙아시아에서 전쟁이 격화된 1280년대 말부터 10여 년 정도를 제외하고는 대체로 원활하게 운영되었다. 이와 관련하여 역참 네트워크를 따라 칸국 간의 외교가 이루어지면서 사신의 왕래 이외에 군인ㆍ종교인ㆍ학자ㆍ기술자 등의 교류가 활발하게 이루어졌던 것 또한 주목할 만하다. 원나라에서 일 칸국으로 파견되어 라시드 앗 딘의 《집사》의 편찬을 도왔던 볼라드 칭상(Bolad Chingsang)이나, 일 칸국에서 원나라로 파견되어 쿠빌라이 칸 휘하에서 중용되었던 자말 앗 딘(Jamal al-Dìn)ㆍ이사 켈레메치(Isa Kelemechi) 등은 그러한 칸국 간 다양한 교류의 구체적인 사례들에 해당되는 인물들이라고 할 수 있을 것이다.
몽골 제국 지배층들의 재정관리 파트너가 되어 그들의 자본을 운영하던 '오르톡(ortoq; 斡脫)' 상인들의 존재 또한 '팍스 몽골리카'와 관련하여 빼놓을 수 없는 중요한 요소이다. 오르톡 상인들은 육로와 해로를 이용하여 원거리 무역을 수행했는데, 그들의 임무는 자신들에게 자본을 제공한 제국의 지배층들에게 최대의 이익을 안겨주는 것이었다. 이들은 중국 방면에서는 고리대업에 종사하여 고액의 이자를 요구하는 '알탈전(斡脫錢)'을 운용한 것으로 악명이 높았다. 다른 한편으로, 몽골 제국은 유라시아 대륙 차원의 경제적 교류를 활성화하고자 은본위 제도를 시행하고 각 지역 간의 교환 단위를 통일하는 조치를 취하기도 했다. 예를 들어 은괴 2kg은 중국에서는 '정(錠)', 중앙아시아에서는 '야스툭(yastuq)', 서남아시아에서는 '발리시(balish)', 몽골 초원에서는 '쉬케(süke)' 등으로 지칭되면서 통일성을 갖는 하나의 경제 단위로서 통용되었다. 은 4g의 '전(錢)과 '40kg의 '량(兩)' 또한 마찬가지였다. 이처럼 유라시아 대륙 간 교류의 활성화라는 관점에서의 '팍스 몽골리카'는 몽골 제국 시기 동안 여러 영역에서 그 양상을 선명하게 드러내고 있었다.

### 몰락
몽골 왕공 등으로부터 후원을 받고있던 불교 교단을 모체로 할 것을 상징하던 백련교도들이 조직한 홍건군의 수령 중 한 명인 주원장은 다른 반란세력을 제압한 뒤 1368년 명나라를 건국했다. 그는 북상하여 대도와 상도를 장악하고 몽골 세력을 장성 이북으로 몰아냈다. 토곤테무르 칸은 응창으로 피신했다가 그곳에서 사망하고, 고려 여인 기황후가 낳은 아들 아유시리다르가 카안으로 즉위하여 근거지를 카라코룸으로 옮겼다.  울루스들의 연합체라는 구성적 원리인 '울루스 체제'는 이때 최종적으로 붕괴했다.

## 사회 제도
몽골 제국은 흉노 이래의 몽골 제국 유목 국가의 전통을 따라 지배하던 유목민을 병정일치의 사회 제도로 편성하였다. 몽골에 있어 유목집단의 기본 단위는 천호라고도 불린 천명 부대라고 할 수 있는데, 1000인 정도의 병사를 차출할 수 있는 유목집단을 다스리는 장군이나 부족장을 그 수장, 즉 천호장으로 임명하였다. 천호 가운데 100인 정도의 병사를 차출할 수 있는 백호, 백호 안에는 10인 정도의 병사를 차출할 수 있는 십호가 설치되어, 각각의 장에는 그 소속 천호장의 근친 가운데 유력한 자가 지명되어 십호 이상의 유목 전사가 몽골 제국의 지배층이었던 유목 귀족(노얀)을 형성하였다. 천호장 가운데 가장 유력한 자는 다수의 천호를 거느린 만호장이 되어, 전시에는 군사령관직을 지냈다.
칭기즈 칸의 씨족인 보르지긴은 황금씨족(알탄 우룩)이라 불리며, 영지 백성(우르스)으로 나뉜 천호・백호・십호 집단의 위에 상급 영주 계급으로써 군림했고, 몽골 황제 즉 대칸은 크고 작은 우르스의 가장 큰 부분을 가진 맹주였다. 대칸이나 왕족들의 막영은 오르도라 하여, 유력한 후비마다 오르도를 갖고 있었다. 각각의 오르도에는 게린 코우(게르 백성)라 불리는 영민이 있었는데 그 관리는 오르도의 수장인 황후가 관리하였다.

## 행정 제도

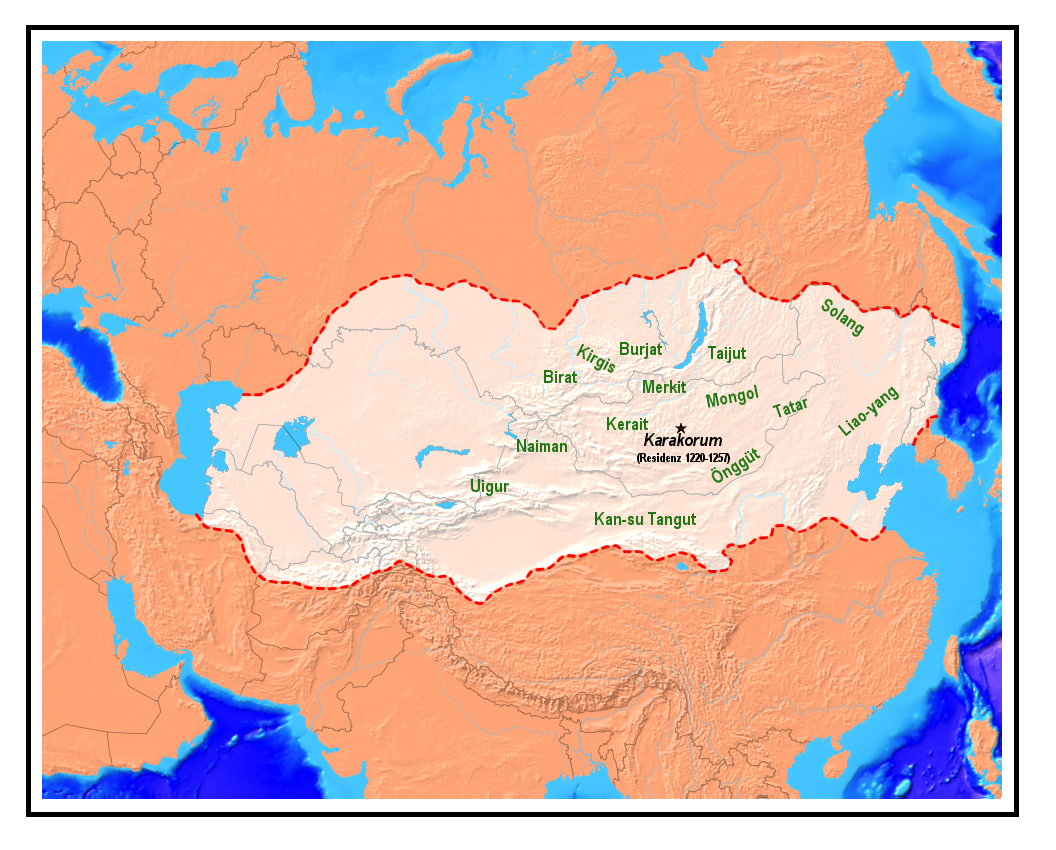
몽골 제국과 지배 땅

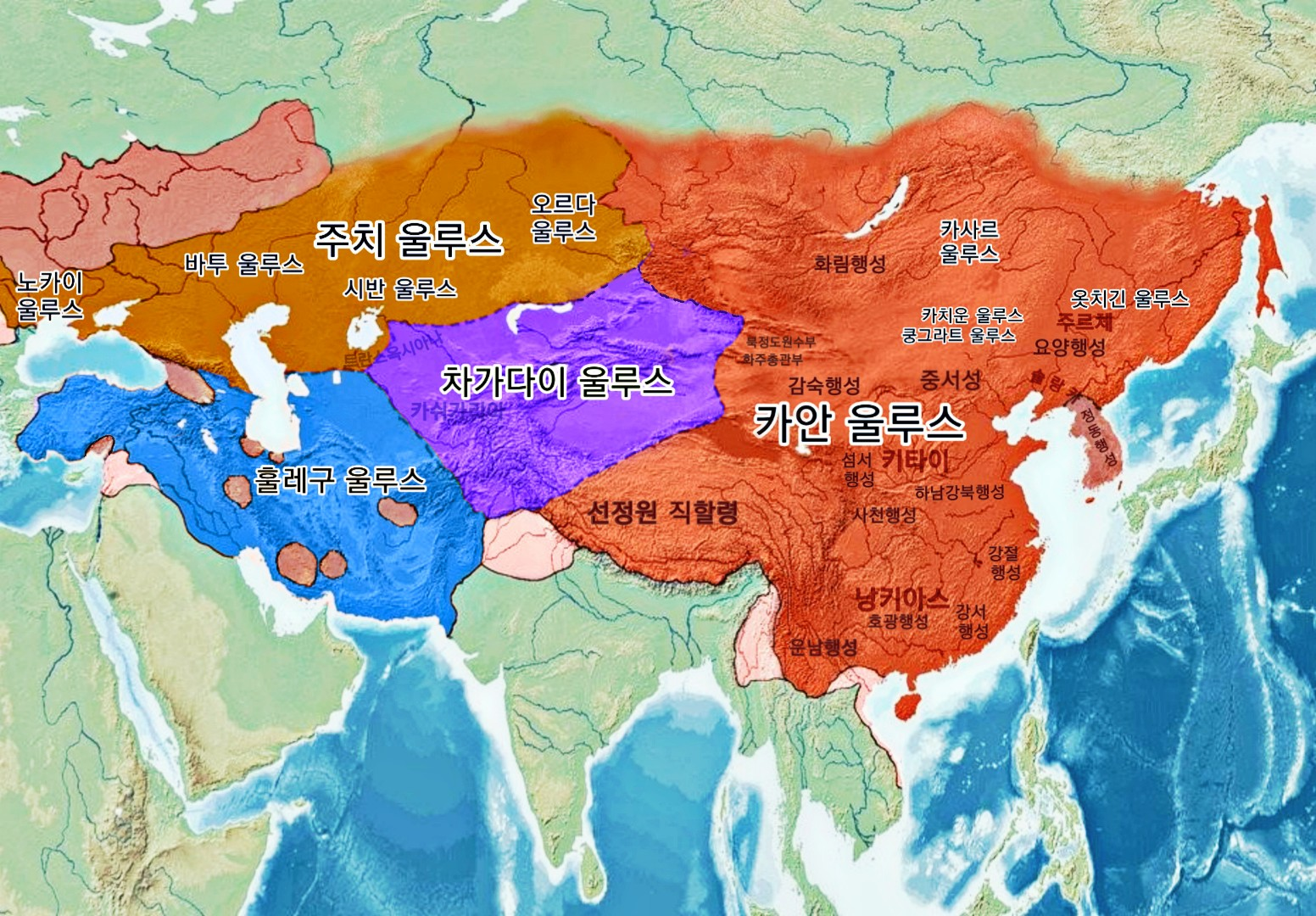
몽골 제국의 영토와 속령 그리고 종속국들의 지도.

대칸의 궁정에는 케식이라는 측근 관료가 있었는데, 이들은 대칸의 친위대를 맡는 동시에 케식텐이라 불리는 가정기관을 형성하였다. 케식은 코르치(화살통지기), 우르두치(큰칼잡이), 시바우치(매부리), 비치크치(서기), 바르가치(문지기), 바울치(요리사), 다라치(술 담당), 우라치(수레몰이), 모리치(말치기), 스쿨치(옷 담당), 테메치(낙타치기), 코니치(양치기) 등 다양한 직제로 나뉘어 노얀(귀족)의 자녀와 대칸에게 개인적으로 기용된 자들이 임명되었다. 이러한 가정제도는 다른 주치 가문이나 툴루이 가문에도 존재하였으며, 이들 직종을 맡았던 케식텐들은 각 왕가의 당주격인 칸을 가까이서 섬기며 우르스의 여러 일들을 맡았다.
몽골 제국은 유목민 연합 국가였지만 중앙 정부와 점령지 통치 기관은 대칸 직할지배 아래 두는 것으로 이들은 케식 출신에 의해 형성된. 중앙에서는 케식 내의 몽골 귀족이 임명한 쟈르구치(단사관)이 놓여 행정 실무와 소송을 담당했다. 그 정점에 서는 것이 대단사관(예케・쟈루그치)으로 최초의 대단사관은 칭기즈 칸의 아내 보르테의 양자가 되었던 시기 쿠툭이 맡았다. 지방에서는 대부분이 몽골인으로 임명되는 다루가치(감독관)이 도시마다 놓여 점령지 통치를 관장했다.
그리고 실무에서 쟈르구치나 다루가치를 도와 말단 문서 및 재무 행정을 맡아보는 중요한 직책이 비치크치(서기)였다. 비치크치는 현지 점령지의 언어에 통달한 자로 한족이나 서하, 거란, 여진, 고려 등은 한인, 위구르인, 무슬림(이슬람교도) 등의 색목인 출신자가 다수 참가하였다.
대칸을 섬기는 비치크치들은 케식의 일원으로서 군주의 측근에서 피지배자에게 내리는 명령인 칙지(쟐리그)를 기록하고 번역하여 문서로 발급하였다. 중앙에서 나온 명령은 쟈무치라 불리는 역참제도에 따라 하루에 100km 이상의 속도로 제국의 간선로를 따라 신속하게 제국 구석구석에 미칠 수 있었다.
이어 몽골 제국은 대칸뿐만 아니라 황족과 귀족, 황후의 오르도에도 케식에 준하는 조직이 있어서 그 장교와 영민, 출입하는 상인에 이르기까지 다양한 출신의 사람들이 속해 있었다. 그들의 소궁정에도 대칸과 같은 행정기관이 생겨나고, 우게(말)라 불리는 명령을 내릴 권력을 지녔다. 14세기 초까지 왕족들은 자신의 영지로 분할된 정주지대의 도시나 농촌에 자신의 궁정에서 다루가치와 징세관을 보내 그 지방의 행정에 관여하고 있었다.

## 군사 제도
몽골 제국의 군대는 세계사에서 최초로 군인들 간의 계급과 체계적인 군사 제도를 도입하였다. 이는 세계 대전 이후에서나 볼 법한, 오늘날의 소령 · 중령 · 대령 등과 같은 체계적인 계급을 갖춘 제도였다. 중세 시대까지 동서를 불문하고 병사들은 다른 나라를 침략하거나 약탈하기 위해 모인 존재였다. 그러나 몽골 제국은 그런 군 편제 자체를 완전히 뒤바꾸었다. 그리고 몽골 제국의 강점은 심리 전술에 있었다. 중세 시대까지 세계의 군대는 백병전과 같은 즉발적인 전투를 하는 정도가 거의 대부분이었다. 그러나 몽골 제국은 심리 전술을 덧붙였다.
몽골 제국의 군대는 십진법 단위로 편성된 만호(토우만)・천호(민한)・백호(쟈간)・십호(아르반)을 토대로 형성되었다. 천호는 유목민 군의 계급이기도 했는데, 일상에서 각 군은 장의 장막(게르)을 중심으로 휘하 군인 게르가 모여서 둥근 진을 짠 '쿠리엔'이라는 형태로 유목 생활을 하였다. 이들은 함께 유목 생활을 하고 때로는 집단으로 사냥 시합을 하여 단결과 규율을 강화하였다.
원정(정복 전쟁)이 결정되면 천호 단위로 일정한 징집 머릿수가 배정되고, 각 병사는 본인 부담으로 말과 무기, 식량, 군수 물자 및 일용품 일체를 자비로 준비했다. 군단은 엄격한 상하 관계에 따라 병사는 소속 십호장에게, 십호장은 소속 백호장에게, 백호장은 소속 천호장에게 절대적 복종이 요구되었고, 천호장 또한 자신을 지배하고 있는 칸이나 왕족, 만호의 지배에 따라야 할 의무가 있었다. 군율 위반에 대해서는 엄격하게 처벌했고, 가죽으로 싸인 채 말이 그 위에서 죄인이 죽을 때까지 뛰어 다니게 한다거나 산 채로 가마솥에 삶기기도 했다. 한편, 반역한 여러 무장이 참수되는 사례도 있는 등 일률적인 처형법은 채택되지 않았다.
이렇듯 몽골군은 기본적으로 유목민으로서 유목 생활을 기본으로 하고 있었고, 방목에 적합하지 않은 남쪽의 다습한 지대나 서아시아의 사막, 수상 전투에서는 이를 보충하기 위하여 러시아나 아나톨리아, 이라크, 이란, 중앙아시아, 킵차크 초원, 중국 등 피지배 정착민들을 적절하게 징모하는 비율이 그만큼 늘어났다. 이들 피지배 민족의 군대는 원나라의 경우는 세습 농지와 면세 특권을 받은 군호에 속한 자들로 징집됐다. 이는 천호제를 정착민에게 맞춘 것으로, 군호는 백호소 및 천호소로 불리는 집단 단위로 만들어져 한 지방에 존재하는 천호소는 만호부에 총괄되었다. 병사의 군역은 군호 몇 가구마다 한 명이 배정돼 병사를 내지 않은 호에서 아우루크(후방대)가 되어 그 무기와 식량을 충당했다.

### 편성
원군은 우익(바르운 갈)・중군(코르)・좌익(쥬운 갈)의 3군단으로 나뉘어 중군 가운데서도 각각의 우익과 좌익이 존재했다. 이는 몽골의 평소 유목 형태를 기본으로 한 것이었고 중앙의 칸이 남쪽을 향한 상태에서 서부의 유목집단을 우익, 동부의 유목집단을 좌익으로 한 것이었다. 또한 각자의 군단은 아르긴치(선봉대), 코르(중군), 아우루크(후방 보급대)의 세 부대로 나뉘었다.
선봉대는 기동력이 뛰어난 경기병 중심으로 편성되며 전선에서 조우한 적군의 분쇄를 목적으로 한다. 중군은 선봉대가 전력을 무력화한 뒤 전투 지역에 들어가 거점의 제압과 잔존 세력의 소탕, 그리고 전리품 약탈을 맡았다. 전군의 끝에는 후방대가 가축 방목을 하면서 천천히 뒤를 이어 전선을 뒤에서 밀었다. 후방대는 사병들의 가족 등 비전투원을 거느리고 정복이 진행되면 제압이 완료된 지역 후방 거점에 대기하고 몽골 본토에 있던 때와 거의 변하지 않는 유목 생활을 보낸다. 전선의 부대는 일정한 군사 활동이 된다고 일단 후방대의 대기 후방에서 보급 받을 수 있었다. 부대 사이에는 기마의 전령이 오가고 왕족, 귀족, 호족이라도 전령을 만나면 길을 양보하도록 규정됐다.
군인들은 모두 기병대이며 속도가 빠르고 사정거리가 긴 복합궁을 주무기로 했다. 유목민은 어렸을 때부터 말 위에서 활을 쏘는 데에 익숙하여 강력한 궁기병이 되었다. 군인은 정복전쟁에서 1인당 7, 8마리의 말을 데리고 자주 갈아타는 방법으로 경이적인 행군 속도를 자랑하였으며, 경기병이라면 하루 70km를 주파할 수 있었다(중세 유럽의 보병의 행군 속도는 하루 20km). 또 쇠약해진 말을 잡아 식량(고기, 내장, 피), 무기(뼈, 힘줄), 의류(모피)로 철저히 이용하는 등 편성과 식량 조달에 오랜 시간을 할애할 걱정이 적었다.

## 같이 보기
- 몽골의 칸 목록
- 몽골족
- 몽골 황실

### 설명주
1. ↑  현대 역사학 정의에 따르면, 본문에서의 '원나라'는 대도(오늘날 베이징)에 기반을 둔 카안 울루스(몽골 황제의 직할령)을 의미한다. 그러나 쿠빌라이가 선포한 중국식 왕조명 '대원(중국어: 大元, 중세 몽골어: ᠳᠠᠢ
ᠦᠨ Dai Ön)'과 그 통치자의 영향력은 명목상으로는 몽골 제국 전역에 미쳤다. 하지만 그럼에도 불구하고 '원나라'는 몽골 제국이 완전히 분열된 이후에 건국된 국가이기 때문에 현대 학자들은 넓은 정의로서의 원나라는 거의 사용하지 않는다.[12][13][14][15]
2. ↑  「성길사황제사구신선수조(成吉思皇帝賜丘神仙手詔」. 이 조서의 글은 몽케 칸 때인 1251년에 세워진「대몽고국누조숭도은명지비(大蒙古國累朝崇道恩命之碑)」에도 새겨져 있으며, 해당 비석은 현재도 산시성 시안시의 중양궁(重陽宮)에 남아 있다.

### 인용주
1. ↑  Bryan Miller (2008 ~ 2009). “Elite Xiongnu Burials at the Periphery: Tomb Complexes at Takhiltyn Khotgor, Mongolian Altai (Miller et al. 2009)”.
2. ↑  Geregee or Golden Paiza of Chinggis Khan
3. ↑   太祖本纪 [Chronicle of Taizu].  元史 [History of Yuan] (Literary Chinese). 元年丙寅，帝大会诸王群臣，建九斿白旗，即皇帝位于斡难河之源，诸王群臣共上尊号曰成吉思皇帝。
4. ↑  Taagepera, Rein (September 1997). “Expansion and Contraction Patterns of Large Polities: Context for Russia”. 《International Studies Quarterly》 41 (3): 475–504. doi:10.1111/0020-8833.00053. ISSN 0020-8833. JSTOR 2600793. 2018년 11월 19일에 원본 문서에서 보존된 문서. 2018년 12월 8일에 확인함.
5. ↑  Kołodziejczyk, Dariusz (2011). 《The Crimean Khanate and Poland-Lithuania: International Diplomacy on the European Periphery (15th–18th Century): A Study of Peace Treaties Followed by Annotated Documents》. Leiden, Netherlands: Brill Publishers. ISBN 978-90-04-19190-7 – Google Books 경유.
6. ↑  Kim, Hyun Jin (2013). 《The Huns, Rome and the Birth of Europe》. Cambridge University Press. 29쪽. ISBN 978-1-107-06722-6. 2016년 11월 20일에 확인함 – Google Books 경유.
7. ↑  Pow, Stephen (2020년 4월 6일). “The Mongol Empire's Northern Border: Re-evaluating the Surface Area of the Mongol Empire”. 《Genius Loci – Laszlovszky 60》. 2021년 9월 29일에 원본 문서에서 보존된 문서. 2020년 4월 6일에 확인함.
8. ↑  김호동, ｢몽골제국의 ‘울루스 체제’의 형성｣, 동양사학연구 131 (2015), pp. 333-386
9. ↑  김호동(2010), 《몽골제국과 세계사의 탄생》, 돌베개, pp.112~113.
10. ↑  “The Islamic World to 1600: The Golden Horde”. University of Calgary. 1998. 2010년 11월 13일에 원본 문서에서 보존된 문서. 2010년 12월 3일에 확인함.
11. ↑  Michael Biran. Qaidu and the Rise of the Independent Mongol State in Central Asia. The Curzon Press, 1997, ISBN 0-7007-0631-3.
12. ↑  Kublai (18 December 1271), 《建國號詔》 [Edict to Establish the Name of the State], 《元典章》[Statutes of Yuan] (in Classical Chinese)
13. ↑  Robinson, David (2019). 《In the Shadow of the Mongol Empire: Ming China and Eurasia》. Cambridge University Press. 50쪽. ISBN 9781108482448. 2022년 10월 6일에 원본 문서에서 보존된 문서. 2022년 3월 18일에 확인함 – Google Books 경유.
14. ↑  Robinson, David (2009). 《Empire's Twilight: Northeast Asia Under the Mongols》. Harvard University Press. 293쪽. ISBN 9780674036086. 2022년 10월 6일에 원본 문서에서 보존된 문서. 2022년 3월 18일에 확인함 – Google Books 경유.
15. ↑  Brook, Timothy; Walt van Praag, Michael van; Boltjes, Miekn (2018). 《Sacred Mandates: Asian International Relations since Chinggis Khan》. University of Chicago Press. 45쪽. ISBN 9780226562933 – Google Books 경유.
16. ↑  P.Pelliot, Les Mongols et la Papauté (Paris, 1923), pp.15~25
17. ↑  L. Ligeti, Monuments préclassiques, vol. 1 (XIIIe et XIVe siècles) (Budapest, 1972), p.17.
18. ↑  김호동 (2006). “몽골제국과 '大元'”. 《역사학보》 (192): 223~224.
19. ↑  ｢說<大朝>: 元朝建號前蒙古的漢文國號｣ 蒙元史新硏 (臺北, 1994), pp.23~47.
20. ↑  김호동 (2006). “몽골제국과 '大元'”. 《역사학보》 (192): 224~225.
21. ↑  《蒙漢詞典》，內蒙古大學蒙古學研究院蒙古語文研究所編，內蒙古大學出版社1999年出版，第243頁。
22. ↑  陳得芝，「關於元朝的國號、年代與疆域問題」，北方民族大學學報（哲學社會科學版），2009年第3期（總第87期）。
23. ↑  Volker Rybatzki, Igor de Rachewiltz-The early mongols: language, culture and history, p.116
24. ↑  김호동 (2006). “몽골제국과 '大元'”. 《역사학보》 (192): 225~226.
25. ↑  김호동 (2006). “몽골제국과 '大元'”. 《역사학보》 (192): 223~226.
26. ↑  『원사』世祖本紀巻七
27. ↑  김호동, 《울루스인가 칸국인가 - 몽골제국의 카안과 칸 칭호의 분석을 중심으로 -》,  중앙아시아학회, 2016, 2쪽
28. ↑  김호동, 《석학 인문강좌 12: 몽골제국과 세계사의 탄생》, 돌베개, 2010, 129쪽
29. ↑  김호동. 《아틀라스 중앙유라시아사》. 사계절. 156~157쪽. ISBN 9788958289326.
30. ↑  野口善敬,「第2章　元・明の仏教」, 『新アジア仏教史 08  中国III 宋元明清 中国文化としての仏教』, 佼成出版社, 2010.
31. ↑  김호동. 《아틀라스 중앙유라시아사》. 사계절. 159쪽. ISBN 9788958289326.
32. ↑  김호동. 《아틀라스 중앙유라시아사》. 사계절. 151쪽. ISBN 9788958289326.